# Палашкино (Московская область)
Палашкино — деревня в Рузском районе Московской области, входит в состав сельского поселения Ивановское. Население 21 человек на 2006 год, в деревне 1 улица — Доваторское лесничество. До 2006 года Палашкино входило в состав Сумароковского сельского округа.
Деревня расположена в центральной части района, примерно в 6 километрах к северо-западу от Рузы, на правом берегу реки Руза, у плотины Рузского водохранилища, высота центра над уровнем моря 189 м.. Ближайший населённый пункт — деревня Шорново в 1 км восточнее.

## Достопримечательности
У северной окраины деревни находится место гибели 19 декабря  1941 года командира 2-го гвардейского кавалерийского корпуса генерала Льва Михайловича Доватора